# Erlkönig (Lied)
Erlkönig (Il re degli elfi) D 328 è un Lied di Franz Schubert sui versi dell'omonima ballata di Johann Wolfgang von Goethe, musicato nel 1815.
Fu eseguito per la prima volta in pubblico a Vienna al Musikvereinsaal Zum roten Ingel il 21 gennaio 1821 e in seguito interpretato da Johann Michael Vogl il 7 marzo al Theater am Kärntnertor.
Il Lied contiene diversi temi cari al romanticismo: il soprannaturale, la notte e la natura, i sentimenti più intimi, la morte.
I versi narrano di un padre che, galoppando nella notte, cerca di portare in salvo il figlio malato. Delirante e spaventato, il bambino è convinto di vedere e sentire il re degli elfi che vuole rapirlo. Questi dapprima cerca di convincere il bimbo a seguirlo con le promesse più disparate, poi vista l'inutilità dei suoi tentativi, decide di ricorrere alla forza. Il padre, estremamente in ansia per suo figlio, cerca di rassicurarlo, dando una spiegazione più concreta alle sue visioni (la nebbia, il fruscio del vento tra le foglie degli alberi, dei vecchi salici). Giunto a casa, il padre si accorge che il piccolo è morto tra le sue braccia.
Goethe si ispirò per questo lied da un fatto di cronaca realmente accaduto, cioè di un bambino morto mentre il padre cercava di arrivare a un villaggio abitato; secondo un giornale dell'epoca il bambino delirante diceva di essere inseguito dall'Erlkönig.
Secondo la mitologia del Nord Europa, il re degli elfi era una figura malvagia che appariva danzando con i suoi sudditi nelle foreste nordiche durante la notte, e simboleggiava la morte.
Nella scrittura pianistica, Schubert riesce a rendere perfettamente l'idea del galoppo incessante e disperato. L'esecuzione richiede impegno sia al pianista, che durante tutto il brano deve imitare incessantemente la folle cavalcata, mantenendo il tempo, sia al cantante, a cui spetta il non facile compito di impersonare quattro personaggi diversi (il padre, il re degli elfi, il figlio e un narratore che descrive l'ambientazione) con le relative emozioni.
Il Lied fu in seguito ripreso e arrangiato con strumentazioni differenti da altri autori, tra cui Franz Liszt (che ne produsse sia una trascrizione per pianoforte solo, divenuta uno dei suoi cavalli di battaglia, che una per orchestra e voce), Hector Berlioz e Max Reger (entrambi per orchestra e voce). Degna di nota è, inoltre, la trascrizione per violino solo di Heinrich Ernst, del 1854, che va sotto il nome di Grand Caprice für Violine allein, Op. 26, considerata "l'apice della tecnica violinistica"; caratteristica di quest'ultima trascrizione è la polifonia estrema, poiché un violino solo deve interpretare il bimbo febbricitante, il padre, il Re degli Elfi (ciascuno con una coloratura specifica), ma allo stesso tempo anche l'accompagnamento di pianoforte. Il pezzo fa uso intensivo di accordi a due, tre e persino quattro voci (rarissimi nella letteratura violinistica), armonici artificiali e passaggi in pizzicato.